# Намитоков, Кемаль Кадырович
Кемаль Кадырович Намитоков (10 августа 1923, аул Понежукай, Теучежский район, Адыгейская автономная область — 2 октября 2014, Харьков) — советский и украинский ученый, специалист в области электрофизики, электротехнологии, разработки электрических аппаратов и источников света, основатель научных школ по электрическим аппаратам и светотехнике, доктор технических наук (1970), профессор (1972), заведующий кафедрой светотехники и источников света (1979—2002), Заслуженный деятель науки и техники УССР (1985), отличник образования Украины (1992), академик Инженерной академии Украины (1992), действительный член Академии строительства Украины (1994), член Национального комитета по освещению, почетный член Адыгской (Черкесской) Международной академии наук (АМАН) (1996), действительный член Ассоциации инженеров-электриков СНГ, стипендиат Президента Украины (2000), заслуженный профессор ХНУГХ им. А. Н. Бекетова (1998), участник Великой Отечественной войны (1941—1945 гг.).

## Биография
Родился 10 августа 1923 года в ауле Понежукай, Теучежского района, Адыгейской автономной области, РСФСР (с 1992 г. — Республика Адыгея), в многодетной семье, где был девятым ребенком.
Отец, Кадыр Ибрагимович Намитоков (1865 г.), — служащий, мать, Хацу Тлехураевна Намитокова (1884 г.), — учитель.
В 1940 поступил в Ростовский государственный университет (РГУ) на физико-математический факультет. Годы учебы были прерваны Великой Отечественной войной (1941—1945). Университет был эвакуирован, а Кемаль Кадырович в октябре 1941 года был назначен учителем физики и математики в Теученскую неполную среднюю школу, где проработал до апреля 1943 года. В апреле 1943 года был призван в ряды Советской Армии, в 35-й стрелковый полк Северо-Кавказского округа, затем переведен в 1884-й зенитно-артиллерийский полк под Тбилиси. Осенью 1943 года принял участие в боевых действиях при форсировании Днепра, освобождении городов Днепропетровска, Запорожья, острова Хортица. В мае 1944 года был тяжело ранен, лечился в госпитале. В июле 1944 года вернулся в свой полк и в составе Третьего, а затем Четвертого Украинских фронтов прошел фронтовыми дорогами до конца Великой Отечественной войны.
С 1946 по 1947 гг. — курсант Высшего Краснознаменного военного инженерно-технического училища Военно-морского флота (г. Ленинград, сейчас Санкт-Петербург), но из-за ранения был из училища комиссован. В 1947 году вернулся к учебе в Ростовский государственный университет, который окончил в 1951 году по специальности — физик и был направлен на работу на Харьковский электромеханический завод (ХЭМЗ) на должность инженера-рентгенолога.
В 1960 году перешел на работу в институт «ВНИИЭлектро», где руководил группой физико-технической лаборатории, затем лабораторией и физико-техническим отделом.
В 1963 году защитил диссертацию на соискание кандидата физико-математических наук, а в 1970 — диссертацию на соискание доктора технических наук.
С 1970 по 1971 год он — профессор Харьковского института механизации сельского хозяйства. В 1972 году — профессор Харьковского политехнического института.
С 1973 года и по 2014 год Кемаль Кадырович — профессор кафедры светотехники и источников света Харьковского национального университета городского хозяйства им. А. Н. Бекетова (ранее Харьковский институт инженеров коммунального строительства (ХИИКС), которую возглавлял с 1979 по 2002 год.
Деятельность К. К. Намитокова охватывает три взаимосвязанных направления: инженерное, научное, педагогическое, которые соответствуют трем периодам его работы: непосредственно в сфере производства (1951—1960 гг.), в научно-исследовательских учреждениях (1960—1979 гг.) и в высших учебных заведениях (1970—2014 гг.).

## Инженерная деятельность
Начало инженерной деятельности К. К. Намитокова приходится на период послевоенного восстановления электротехнической промышленности Украины.
В 1951 году, после окончания физико-математического факультета Ростовского государственного университета, он был направлен на работу в одно из ведущих предприятий электротехнической промышленности СССР — Харьковский электромеханический завод (ХЭМЗ).
Кемаль Кадырович прошел долгий профессиональный путь от инженера до руководителя лаборатории, нашел применение своим знаниям в решении актуальных инженерно-технических заданий, которые были важны не только для завода, но и для всей электромеханической отрасли. Эти задания касались различных вопросов расчета, конструирования, технологии производства электрических машин и аппаратов, применения новых материалов, внедрения неразрушительных методов контроля, разработки электрофизических методов обработки и электротехнологических процессов, приборов контроля качества изделий и др.
Кемаль Кадырович разработал ряд оригинальных методик и приборов для: исследования коллекторно-щитового аппарата машин постоянного тока, исследования усилий на подпятник вертикальных электродвигателей (электробуров и электронасосов), оптимизации усилий опрессовки статоров и роторов электрических машин, резки металлов и др. Ученым внедрены в производственную практику ультразвуковые, гамма и рентгенографические методы выявления объемных дефектов, люминесцентные и магнитопорошковые методы контроля поверхностных дефектов, рентгеноструктурного и рентгеноспектрального анализов и электронно-микроскопических исследований.
Все время инженерная работа Кемаля Кадыровича была связана с педагогической деятельностью в школе рабочей молодежи при заводе ХЭМЗ.

## Научная деятельность
В 1959 году К. К. Намитоков в составе рабочей группы принимал участие в определении направлений деятельности созданного при ХЭМЗ научно-исследовательского института НИИЭЛЭКТРО, позднее переименованного в ВНИИЭлектроаппарат, куда он в дальнейшем перевёлся и возглавил сначала физико-техническую лабораторию, а затем — отдел проблемных разработок и отделение научных исследований и испытаний низковольтных аппаратов института.
Деятельность К. К. Намитокова значительно повлияла на становление ВНИИЭлектроаппарат как ведущего научного центра СССР. К ряду фундаментальных работ, выполненных им в этот период, следует отнести: исследования процессов формирования низковольтных электрических разрядов в ультрамикронных промахах явлений массоперенесения в контактно-дугогасительных системах аппаратов, решения ряда физико-технических проблем электроэрозийных явлений и их применения в технике, анализ электродинамических сил в аппаратах, характер распределения тока в зонах скачков сечения проводников. Им разработан ряд оригинальных методик расчетов и экспериментов, определяющих динамические характеристики электроэрозийных процессов, агрегатный состав эрозирующего вещества; введен в понятие коэффициент выброса, с расчетом которого сделано пояснение наблюдаемых расхождений теории и эксперимента; предложен критерий электротеплового взрыва зон концентрации тока в проводниках.
Кроме этого, Кемалем Кадыровичем был выполнен ряд работ, имеющих практический характер. Им были предложены и реализованы множество оригинальных высокоэффективных инженерных решений по созданию вакуумных контакторов автоматических выключателей, предохранителей и других аппаратов, разработаны методы расчета и испытаний низковольтных аппаратов. По одной из ряда выполненных работ Намитоков К. К. в 1963 году защищает диссертацию на соискание ученой степени кандидата физико-математических наук, а в 1970 году, продолжая работу над исследованиями электроэрозийных процессов, защищает диссертацию на соискание ученой степени доктора технических наук «Проблемы эрозионных и приэлектродных процессов в низковольтных сильноточных электроаппаратах и других устройствах». В этот период К. К. Намитоков принимает активное участие в разработке и реализации ряда научно-технических программ в содружестве с зарубежными странами в рамках Совета экономической взаимопомощи (СЭВ).
Кемаль Кадырович был руководителем научных программ, возглавлял делегации на международных встречах, выступал как эксперт ряда значимых проектов. Его научные работы и научные школы получили всемирное признание. Об этом свидетельствуют многочисленные приглашения К. К. Намитокова на Международные форумы ученых и инженеров и награждения его Почетными грамотами: грамота Правления областного отделения Общества для расширения политических и научных знаний (1963), Почетная грамота соавтору предложения «Устройство, предотвращающее возможность подачи высокого давления в котел до установки и затяжки всех крепящих крышку болтов». Третья премия на областном конкурсе ХО НТО ЭП на лучшую научно-техническую работу (1964), Почетная грамота соавтору предложения «Генераторы импульса тока и регуляторы режима для прецизионной электроэрозионной обработки металлов». Областной конкурс ХО НТО ЭП на лучшую научно-техническую работу (1964), Почетная грамота от Дирекции института ВНИИЭлектроаппарата (1969), Почетная грамота Центрального правления НТО ЭиЭП за работу «Сигнально-блокировочное устройство для сосудов с болтовым креплением крышки» (1970), Почетная грамота Председателя Областного Совета ВОИР «За вклад в создание рационализаторского фонда» (1971), грамота и Свидетельство о занесении К. К. Намитокова «В Книгу трудовой славы Московского района г. Харькова» (1971).

## Научно-педагогическая деятельность
Вся трудовая деятельность Кемаля Кадыровича была связана с педагогической работой сначала в школе рабочей молодёжи при заводе ХЭМЗ, а затем с руководством практикой и дипломным проектированием студентов Харьковского и Киевского государственных университетов. С 1970 по 1971 год он — профессор Харьковского института механизации сельского хозяйства. В 1972 году — профессор Харьковского политехнического института.
С 1973 года дальнейшая научно-педагогическая деятельность К. К. Намитокова неразрывно связана с Харьковским институтом коммунального строительства (сейчас Харьковский национальный университет городского хозяйства имени А. Н. Бекетова), где учёный и педагог много лет возглавлял кафедру светотехники и источников света (1979—2002). Его приход на кафедру способствовал развитию всех форм её деятельности на длительное время. Разносторонние знания, огромный опыт производственной, научной и педагогической работы позволили ему решать задачи усовершенствования всех форм деятельности кафедры на ближайшую и долгосрочную перспективу. Особое значение он придавал необходимости улучшения научно-исследовательской работы на кафедре, рассматривая её не только как самостоятельную форму деятельности, направленную на получение нетривиальных научных результатов, но и как важную составную учебного процесса в высшем учебном заведении. Основными направлениями научных достижений были определены следующие: исследования физических процессов на электродах высокоинтенсивных источников света; оптимизация параметров комплектов «разрядная лампа — пускорегулирующий аппарат» (РЛ-ПРА), рассматривая их как единую техническую систему; поиск новых технических решений по созданию эффективных ПРА, кроме аппаратов зажигания, управления, стабилизации и защиты; разработка принципов и аппаратуры телемеханического руководства режимами работы осветительных систем; компьютеризация проектно-технологических решений, связанных с применением осветительных и излучающих установок. По этой тематике были созданы три отраслевых лаборатории: лаборатория электроснабжения и руководства электроустановками предприятий коммунального хозяйства, лаборатория пускорегулирующих аппаратов и лаборатория освещения городов. Кроме этого, создаётся постоянно действующая научно-исследовательская группа по изучению физических процессов в импульсных высокоинтенсивных источниках света «Ивис» для закачки лазеров. Одновременно, совместно с кафедрой электроосвещения городов, формируется группа по разработке систем дистанционного руководства осветительными системами. Создаются также группы по разработке схем питания люминесцентных ламп (в частности, высокочастотных) в условиях их применения во взрывоопасных средах, например, в угольных шахтах; группа по созданию излучающих установок некогерентного излучения для технологического применения, например, для ускорения полимерализации.
Успешному проведению научных исследований способствовали созданные К. К. Намитоковым творческие связи со многими научными учреждениями, такими как: НВО «Энергия»
(г. Москва), НВО «Зенит» (г. Зеленоград), ВНИСИ (г. Москва), МакНИИ (Донбасс), ВНИИС (г. Саранск), МЭИ (г. Москва), Институт математики и механики КазССР и др. Формированию тематики способствовали также непосредственные производственные связи кафедры с заводами, выпускающими светотехническую продукцию, такими как: Полтавский завод газоразрядных ламп (на котором позже открылся филиал кафедры), Тернопольский завод «Ватра», Львовский завод «Искра», Харьковский завод «Свет шахтера», Рижский электроламповый завод, «Азэлектросвет», (г. Баку). Эти же заводы стали и базой практики для студентов. Решению ряда заданий способствовало тесное сотрудничество с Департаментом благоустройства Министерства ЖКХ Украины и Всесоюзной Ассоциацией «Союзсвет». Эффективная организация на кафедре научно-исследовательской работы позволила окончательно решить задачи формирования научных кадров высшей квалификации. Если до момента прихода Кемаля Кадыровича на кафедре работал лишь 1 кандидат наук, то через 15 лет на кафедре работали уже 4 доктора и 8 кандидатов наук. С приходом ученого на кафедру и с введением его в члены докторского ученого совета Московского энергетического института (МЭИ) по специальности «Световые устройства и источники света» активизируется работа аспирантуры и начинает работать докторантура.
Таким образом, до конца 80-х гг. ХХ ст. научно-педагогический состав кафедры настолько увеличился и улучшился, что стало возможным обоснование постановки вопроса перед ВАК СССР об открытии на базе кафедры специализированного ученого совета по защите диссертаций по специальности «Светотехника и источники света» при ХИИКС. Такой ученый совет под председательством профессора К. К. Намитокова был открыт в 1991 году. Это был третий по счету специализированный совет по светотехнике в СССР и первый на Украине. Это событие имело огромное значение для светотехнической отрасли Украины. Позднее, в 1999 году, этот ученый совет был утвержден как докторский, оставаясь единственным на Украине по защите диссертаций по специальности «Светотехника и источники света». За два десятилетия в этом совете успешно защитили докторские диссертации более 30 специалистов.
За короткий период времени на кафедре был осуществлен резкий подъём научно-исследовательской работы по объему, по содержанию и результативности. Он содействовал дальнейшему кардинальному решению кадрового вопроса не только на кафедре университета, но и в светотехнической науке Украины в целом. Следует отметить и еще одну очень важную особенность организации научно-исследовательской работы по светотехнике и источникам света, которая практиковалась с самого начала работы на ней К. К. Намитокова. Это было широкое привлечение к научно-исследовательской работе студентов как вспомогательного персонала. Они оформлялись на штатные должности лаборантов-техников, монтеров с соответствующей зарплатой. Другие студенты привлекались к работе во время учебного процесса по курсу НИРС (научно-исследовательской работы студентов), а также во время подготовки докладов и рефератов по тем учебным предметам и направлениям исследований, какие проводились на кафедре. Вся эта работа гармонично объединялась с общим учебным процессом и с курсами, которые преподавались на кафедре. Объективным показателем высокого уровня работы кафедры по всем направлениям её деятельности — научной, учебной, методической и воспитательной — стало то, что из года в год, с 1973 года и по 1990-й, кафедра и её сотрудники стали победителями социалистических соревнований и получали награды: грамоты, премии, переходящие вымпелы.
Кемаль Кадырович за огромную научную деятельность был удостоен звания «Заслуженный деятель науки и техники» (1985), а также награждён грамотами: Почетная грамота от дирекции ХО НТО ЭиЭИ за работу «Разработка методики определения оптимальных размеров контактных пар автоматических выключателей АЗ710» (1978), Почётная грамота за успехи в изобретательстве. От дирекции института ВНИИЭлектроаппарат (1979). С 1991 года, несмотря на глобальные экономические, общественно-политические и социальные изменения, кафедра, сберегая свой потенциал, продолжила свою эффективную работу. В эти годы, под руководством К. К. Намитокова, был разработан ряд направлений, связанных с усовершенствованием высокоинтенсивных источников света для лазеров, разработкой систем автоматического контроля и руководства режимами работы осветительных установок, пускорегулирующих аппаратов, а также решение экологических проблем, вызванных ртутносодержащими источниками света. Характерной особенностью педагогической деятельности Кемаля Кадыровича всегда была способность привлекать к научно-исследовательским разработкам молодежь. Многие из его учеников стали известными учеными и педагогами. Под руководством ученого защищено 60 кандидатских и докторских диссертаций. Более 40 лет он входил в состав ряда специализированных ученых советов и 10 лет возглавлял один из них. В 1992 году ему было присвоено звание академика Инженерной академии Украины и отличника образования Украины.
Вся творческая, научная и педагогическая работа К. К. Намитокова объединялась с огромной научно-общественной работой. Он был избран действительным членом ряда академий — Академии строительства Украины (1994), Адыгской (Черкесской) международной академии наук (АМАН) (1996); научно-технических товариществ (объединений) и ассоциаций — Национального комитета по освещению, Ассоциации инженеров-электриков СНГ; длительное время руководил научными семинарами АН УРСР, постоянно действующими тематическими семинарами при Харьковском областном Доме техники, Всесоюзном обществе «Знание», Всесоюзном правлении НТТ ЭП, где позже был избран его действительным членом. Многогранная и плодотворная работа Кемаля Кадыровича была отмечена Харьковским городским советом: Благодарность Харьковского городского совета «За участь у спорудженні спортивного комплексу ХДАМГ» (1998), Грамота Харьковского областного совета «За багаторічну сумлінну працю, вагомий внесок у підготовку висококваліфікованих спеціалістів, високий професіоналізм та з нагоди 90-річчя утворення Харківської національної академії міського господарства» (2012).

## Публикации
Кемаль Кадырович Намитоков – автор и соавтор 946 опубликованных научных работ, инженерных и педагогических разработок, в которых сосредоточено научное наследие выдающегося учёного, инженера и педагога.
	Среди них:
- 10 монографий;
- 409 научных статей и тезисов докладов. Некоторые из них опубликованы в зарубежных изданиях;
- 8 учебно-методических изданий;
- 34 справочных и других изданий;
- 426 авторских свидетельств и 59 патентов.

В течение 2015–2018 гг. в Университете было подготовлено и издано учебное пособие «Конспект лекций то технической физике» в 3 томах, рукописи которого переданы семьёй К. К. Намитокова.
Намитоков К. К. Конспект лекций по технической физике : в 3 т. / К. К. Намитоков ; Харьков. нац. ун-т гор. хоз-ва им. А. Н. Бекетова. – Харьков : ХНУГХ им. А. Н. Бекетова, 2015. – Т. 1 : Механика, молекулярная физика, термодинамика. – 522 с.
Намитоков К. К. Конспект лекций по технической физике : в 3 т. / К. К. Намитоков ; Харьков. нац. ун-т гор. хоз-ва им. А. Н. Бекетова. – Харьков : ХНУГХ им. А. Н. Бекетова, 2017. – Т. 2 : Электричество и магнетизм. – 440 с.
Намитоков К. К. Конспект лекций по технической физике : в 3 т. / К. К. Намитоков ; Харьков. нац. ун-т гор. хоз-ва им. А. Н. Бекетова. – Харьков : ХНУГХ им. А. Н. Бекетова, 2018. – Т. 3 : Оптика, атомная физика, светотехника. – 470 с.
Список опубликованных работ и изобретений профессора К. К. Намитокова см. в разделе «Ссылки».